# Burgstall Geratspoint
Der Burgstall Geratspoint ist eine abgegangene Niederungsburg in Geratspoint, einem Gemeindeteil der niederbayerischen Stadt Vilsbiburg im Landkreis Landshut. Die Anlage wird als Bodendenkmal unter der Aktennummer D-2-7540-0094 als „verebneter Burgstall des Mittelalters“ geführt. 

## Beschreibung
Der von einer Wiese überwachsene Burgstall Geratspoint liegt am südöstlichen Ortsrand von Geratspoint, etwa 100 m von der Großen Vils entfernt. 200 m nordwestlich davon befindet sich das Schloss Geratspoint. Obertägige Befunde des Burgstalls haben sich nicht erhalten.